# Bert Kruismans
Bert Kruismans, pseudoniem van Bert Hilda Van der Cruyssen (1966), is een Vlaams stand-upcomedian. Hij is afkomstig van Sint-Katherina-Lombeek (Ternat) en woont te Meldert, deelgemeente van Aalst.

## Radiocarrière
Bert Kruismans behaalde de graad van licentiaat in de rechten aan de KU Leuven en studeerde nadien nog wijsbegeerte.
Zijn carrière begon bij Studio Brussel, Radio Donna en de BRT-nachtradio, waar hij als redacteur en presentator werkte.
Op de radio voerde hij analyses uit in Friedl' Lesages De Nieuwe Wereld op Radio 1 en maakte hij, samen met Fritz Van den Heuvel Het Reyerscomplex. Hij schreef ook wekelijks columns voor De Toestand is Hopeloos maar niet Ernstig.

## Tv-carrière
Andere programma's waar hij als redacteur of scenarist aan meewerkte zijn: Kriebels (VTM), Now or Never (VT4), Rosa (TV1), Ombudsjan (TV1), Raar Maar Waar (VTM) en De Mannen Van de Macht (Canvas). Op VTM was hij van de partij in Polspoel en Desmet.
Hij werd vooral bekend door zijn rol als rechter in De Rechtvaardige Rechters en als topquizzer in het televisieprogramma De Slimste Mens ter Wereld waar hij de winnaar werd in het derde seizoen. Hij won op 27 januari 2011 eveneens het negende seizoen met de besten van alle vorige seizoenen in een finalestrijd met Stany Crets, wat hem de eretitel opleverde van De Allerslimste Mens ter Wereld. Hiermee is hij de enige die ooit zowel de Slimste als de Allerslimste Mens ter Wereld werd. Verder is hij bekend voor zijn enorme snor, waarop vaak allusies gemaakt worden in De Rechtvaardige Rechters.

## Boeken
Samen met Peter Perceval schreef hij het boek België voor beginnelingen. Ook schreef hij theaterteksten voor Els De Schepper en An Nelissen.
In samenwerking met Pierre Kroll verscheen in 2011 bij Renaissance du Livre " Foert, Non di Dju ", een bundeling van satirische tekeningen en commentaren over de Belgische politieke situatie in het Nederlands en het Frans. (ISBN 78-2-50700303-6 ).
In het kader van deze samenwerking verscheen in 2012 hierop het vervolg " Foert, Non di Dju II " bij dezelfde uitgeverij (ISBN 78-2-50705011-5 ).
In 2013 verscheen van hem Meneer de notaris: familiegeheimen en geldperikelen onthuld, met de memoires van tientallen Belgische notarissen.
De Blote Belg verscheen in 2017, een boek waarin hij met cijfermateriaal het complexe land België probeert uit te leggen.

## Comedy
In december 2001, 2002, 2003 voerde hij samen met An Nelissen en Nigel Williams de show Gelukkig, Nieuwjaar op.
Het bekendst is hij als stand-upcomedian. In 1997 creëerde hij The Comedy Circus, een Belgisch stand-up-comedycollectief. Later deed hij ook mee met het gezelschap Bonjour Micro, waarmee hij de Lunatic Comedy Award in 1998 won en deelnam aan de finale van Humo's Comedy Cup in zowel 1999 als in 2000. In 2002 was er de onemanshow Kruismans vraagt zich af.
- Gemeinsame Normdatei: 1020530677
- International Standard Name Identifier: 0000 0003 6770 4873
- Library of Congress Control Number: n2018008652
- MusicBrainz: f5174d36-b4da-4a95-9804-a4a87e189931
- Nederlandse Thesaurus van Auteursnamen: 270947353
- Virtual International Authority File: 233044811
- WorldCat: E39PBJgxrj9xHMDjD7gGqtCbBP